# 惠爾島 (阿拉斯加州)
惠爾島是美國阿拉斯加州的島嶼，位於阿拉斯加灣，屬於科迪亞克群島的一部分，由科迪亞克島自治市鎮管轄，長7公里、寬6公里，面積39.24平方公里，島上無人居住。
57°57′09″N 152°47′31″W / 57.95250°N 152.79194°W